# Silvio Gutiérrez (político)
Silvio Gutiérrez fue un político venezolano, quien fue ministro de Fomento durante la dictadura de Marcos Pérez Jim̟énez.

## Biografía
Gutiérrez fue nombrado ministro de Fomento por Pérez Jiménez. En 1952 participó en el acto del inicio de la construcción de la Central Río Turbio en el estado Lara. Nombró una comisión encargada de estudiar la problemática de la propiedad industrial en la economía país; ésta redactó el proyecto de Ley de propiedad intelectual, concluido en 1954 y sancionado por el Congreso en 1955.